# Sachsen bei Ansbach
Sachsen bei Ansbach est une commune de Bavière (Allemagne), située dans l'arrondissement d'Ansbach et le district de Moyenne-Franconie.

## Géographie

Situation de Sachsen bei Ansbach dans l'arrondissement d'Ansbach

Sachsen bei Ansbach est située sur la Rezat franconienne (Fränkiscke Rezta) à 6 km à l'est d'Ansbach, le chef-lieu de l'arrondissement.
Les communes de Volkersdorf en 1971 et celles d'Alberndorf et Ratzenwinden en 1972 ont été incorporées à la commune de Sachsen.

## Histoire
Le village tire très certainement son nom de l'établissement à cet endroit de colons saxons par l'évêque de Wurtzbourg au VIIIe siècle.
La première mention écrite du village date de 1277. En 1406, il est vendu par les seigneurs de Lichtenau à la ville libre impériale de Nuremberg.
Malgré sa proximité avec la ville d'Ansbach, Sachsen reste propriété de Nuremberg qui refuse tous les accords et échanges de terre proposés. En 1806, elle est incorporée au royaume de Bavière et elle est érigée en commune en 1818.

## Démographie
| 1910   | 1933   | 1939   | 1950  | 1961  | 1970  | 1979  | 2003  | 2009  |
| ------ | ------ | ------ | ----- | ----- | ----- | ----- | ----- | ----- |
| 1 199, | 1 177, | 1 164, | 1 542 | 1 693 | 2 283 | 2 818 | 3 299 | 3 233 |